# Face Off (seconda edizione)
La seconda edizione di Face Off è stata trasmessa negli Stati Uniti d'America dall'11 gennaio al 14 marzo 2012 sul canale Syfy, mentre in Italia è andata in onda nello stesso anno sul canale Sky Uno.
Quattordici artisti esperti di trucco prostetico competono per vincere un premio che comprende 100000 $, una fornitura di make-up Alcone di 25000 $ e una Toyota Camry. Il vincitore di questa edizione è Rayce Bird.

## Concorrenti
I 14 concorrenti che hanno preso parte al programma sono:
| Nome                   | Età1 | Città                             | Posizionamento |
| ---------------------- | ---- | --------------------------------- | -------------- |
| Rayce Bird             | 29   | Shelley – Idaho                   | Vincitore      |
| Ian Cromer             | 22   | Tampa – Florida                   | 2/3º posto     |
| Robert "RJ" Haddy      | 36   | Charleston – Virginia Occidentale | 2/3º posto     |
| Matt Valentine         | 33   | Austin – Texas                    | 4º posto       |
| Sue Lee                | 26   | New York – New York               | 5º posto       |
| Beki Ingram            | 30   | Hibbing – Minnesota               | 6º posto       |
| Jerry Macaluso         | 43   | Fort Lauderdale – Florida         | 7º posto       |
| Tara Lang              | 27   | Littleton – Colorado              | 8º posto       |
| Heather Henry          | 33   | Dallas – Texas                    | 9º posto       |
| Athena Zhe             | 25   | New York – New York               | 10º posto      |
| Brea Joseph            | 32   | San Diego – California            | 11º posto      |
| Miranda Jory           | 21   | Seattle – Washington              | 12º posto      |
| Nicholas "Nix" Herrera | 31   | Orlando – Florida                 | 13º posto      |
| Greg Lightner          | 35   | Pittsburgh – Pennsylvania         | 14º posto      |

1L'età dei concorrenti si riferisce all'anno della messa in onda del programma.

## Tabella dello svolgimento del programma
Il concorrente ha vinto Face Off
     Il concorrente è arrivato in finale ma non ha vinto
     Il concorrente ha vinto la sfida della ribalta
     Il concorrente è tra i migliori nella sfida della ribalta
     Il concorrente è tra i peggiori nella sfida della ribalta
     Il concorrente è stato eliminato
‡ Il concorrente ha vinto la sfida preliminare
| Concorrente | Episodi    | Episodi   | Episodi    | Episodi   | Episodi    | Episodi    | Episodi   | Episodi   | Episodi   | Episodi   |  |
| Concorrente | 1          | 2         | 3          | 4         | 5          | 6          | 7         | 8         | 9         | 10        |  |
| ----------- | ---------- | --------- | ---------- | --------- | ---------- | ---------- | --------- | --------- | --------- | --------- |  |
| Rayce       | Migliore   | Salvo     | Migliore   | Migliore  | Migliore   | Salvo ‡    | Migliore  | Vincitore | Vincitore | Vincitore |  |
| Ian         | Migliore   | Peggiore  | Peggiore   | Vincitore | Migliore   | Peggiore   | Vincitore | Peggiore  | Salvo     | Finalista |  |
| RJ          | Salvo      | Peggiore  | Salvo      | Salvo     | Vincitore  | Migliore   | Migliore  | Migliore  | Salvo     | Finalista |  |
| Matt        | Salvo      | Vincitore | Vincitore  | Salvo     | Salvo      | Salvo      | Salvo     | Migliore  | Eliminato |           |  |
| Sue         | Salva      | Salva     | Salva      | Salva     | Peggiore   | Vincitrice | Peggiore  | Peggiore  | Eliminata |           |  |
| Beki        | Migliore   | Salva     | Migliore ‡ | Migliore  | Peggiore ‡ | Peggiore   | Salva     | Eliminata |           |           |  |
| Jerry       | Salvo ‡    | Peggiore  | Peggiore   | Peggiore  | Salvo      | Migliore   | Eliminato |           |           |           |  |
| Tara        | Migliore   | Migliore  | Peggiore   | Salva     | Peggiore   | Salva      | Eliminata |           |           |           |  |
| Heather     | Peggiore   | Migliore  | Salva      | Salva     | Migliore   | Eliminata  |           |           |           |           |  |
| Athena      | Salva      | Migliore  | Salva      | Peggiore  | Eliminata  |            |           |           |           |           |  |
| Brea        | Vincitrice | Salva     | Migliore   | Eliminata |            |            |           |           |           |           |  |
| Miranda     | Peggiore   | Salva     | Eliminata  |           |            |            |           |           |           |           |  |
| Nix         | Peggiore   | Eliminato |            |           |            |            |           |           |           |           |  |
| Greg        | Eliminato  |           |            |           |            |            |           |           |           |           |  |

## Episodi

### Episodio 1 -Return to Oz
- La sfida preliminare: i concorrenti devono creare un personaggio che rappresenti il loro stile artistico usando i materiali di tre rimorchi nel backlot degli Universal Studios. I migliori sono RJ e Jerry; il vincitore è Jerry, che ottiene l'immunità nella sfida della ribalta[2].
  - Giudice ospite: Conor McCullagh.
- La sfida della ribalta: divisi in squadre di soli uomini e sole donne, i concorrenti devono reinventare alcuni personaggi iconici del celebre romanzo di L. Frank Baum Il meraviglioso mago di Oz: lo spaventapasseri, l'uomo di latta, il leone codardo e la strega dell'Ovest[2].

| Squadra | Squadra          | Personaggio       | Tema                      |
| ------- | ---------------- | ----------------- | ------------------------- |
| Donne   | Tara             | Spaventapasseri   | Post-apocalittico/tribale |
| Donne   | Miranda & Heater | Uomo di latta     | Post-apocalittico/tribale |
| Donne   | Sue & Athena     | Leone codardo     | Post-apocalittico/tribale |
| Donne   | Beki & Brea      | Strega dell'Ovest | Post-apocalittico/tribale |
| Uomini  | RJ & Matt        | Spaventapasseri   | Horror                    |
| Uomini  | Greg & Nix       | Uomo di latta     | Horror                    |
| Uomini  | Ian & Rayce      | Leone codardo     | Horror                    |
| Uomini  | Jerry            | Strega dell'Ovest | Horror                    |

- Verdetto: RJ, Matt, Jerry, Sue e Athena sono salvi. I migliori sono Beki, Brea, Ian, Rayce e Tara; la squadra vincitrice è quella di Beki e Brea, e la vincitrice è Brea, che può scegliere di quale squadra far parte nella prossima sfida della ribalta. I peggiori sono Greg, Nix, Miranda e Heather; i giudici eliminano Greg dalla competizione[2].

### Episodio 2 -Water World
- La sfida della ribalta: divisi in squadre di due, i concorrenti devono scegliere una creatura marina e usarla come ispirazione per un trucco impermeabile[4].

| Squadra           | Concept                   |
| ----------------- | ------------------------- |
| Matt & Tara       | Pseudanthias squamipinnis |
| Jerry & Nix       | Tartaruga di mare         |
| Sue, Rayce & Brea | Dragone foglia            |
| Heather & Athena  | Pesce scorpione           |
| Beki & Miranda    | Dragone foglia            |
| Ian & RJ          | Squalo zebra              |

- Verdetto: Rayce, Sue, Beki, Brea e Miranda sono salvi. I migliori sono Heather, Athena, Matt e Tara; la squadra vincitrice è quella di Matt e Tara, e il vincitore è Matt. I peggiori sono Jerry, Nix, Ian e RJ; i giudici eliminano Nix dalla competizione[4].

### Episodio 3 -Rock Your Body
- La sfida preliminare: divisi in squadre di tre, i concorrenti devono creare un trucco basato solo sulle lenti a contatto indossate dai modelli; solo un artista alla volta lavora sul modello, mentre gli altri non vedono il lavoro finché non viene il loro turno. I migliori sono Beki, Rayce e Ian; la vincitrice è Beki, che ottiene l'immunità nella sfida della ribalta[6].
  - Giudice ospite: Jennifer Aspinall.
- La sfida della ribalta: divisi in squadre di due, i concorrenti devono eseguire un body painting su due modelli per incorporarli nello sfondo selezionato per un servizio fotografico da usare come copertina per l'album Is This Too Orange? del giudice ospite: un modello deve mimetizzarsi con lo sfondo, mentre l'altro deve interagirci[6].
  - Giudice ospite: Asher Roth.

| Squadra       | Sfondo                       |
| ------------- | ---------------------------- |
| Jerry & Tara  | Muro di mattoni              |
| Beki & Rayce  | Fattoria con cappio          |
| Miranda & Ian | Tavolo da picnic             |
| Sue & Heather | Elefanti su skateboard       |
| RJ & Athena   | Piscina                      |
| Brea & Matt   | Muro di scarpe da ginnastica |

- Verdetto: Sue, Heather, RJ e Athena sono salvi. I migliori sono Beki, Rayce, Brea e Matt; la squadra vincitrice è quella di Brea e Matt, e il vincitore è Matt. I peggiori sono Jerry, Tara, Ian e Miranda; i giudici eliminano Miranda dalla competizione[6].

### Episodio 4 -Night Terrors
- La sfida della ribalta: dopo aver visitato il l'ospedale Linda Vista Community Hospital in completa oscurità nel bel mezzo della notte, dove disegnano i loro progetti, i concorrenti devono creare un cattivo basato su una fobia[8].
  - Giudice ospite: Tom Savini.

| Concorrente | Fobia                                      |
| ----------- | ------------------------------------------ |
| Ian         | Odontofobia (paura dei denti)              |
| Beki        | Parassitofobia (paura dei parassiti)       |
| Rayce       | Criofobia (paura del ghiaccio e del gelo)  |
| Sue         | Adefobia (paura dell'inferno)              |
| Tara        | Ommetafobia (paura degli occhi)            |
| Heather     | Ornitofobia (paura degli uccelli)          |
| Athena      | Merintofobia (paura di essere legati)      |
| Jerry       | Elettrofobia (paura dell'elettricità)      |
| Brea        | Chemofobia (paura delle sostanze chimiche) |
| Matt        | Xerofobia (paura dell'aridità)             |
| RJ          | Xyrofobia (paura delle lame)               |

- Verdetto: Sue, Tara, Heather, Matt e RJ sono salvi. I migliori sono Ian, Beki e Rayce; il vincitore è Ian. I peggiori sono Athena, Jerry e Brea; i giudici eliminano Brea dalla competizione[8].

### Episodio 5 -Dangerous Beauty
- La sfida preliminare: i concorrenti devono realizzare un trucco traumatologico che faccia sembrare che qualcuno sia stato attaccato da un lupo mannaro. Le migliori sono Heather e Beki; la vincitrice è Beki, che ottiene l'immunità nella sfida della ribalta[10].
  - Giudice ospite: Sam Huntington.
- La sfida della ribalta: divisi in squadre di due, i concorrenti devono ideare una creatura originale, che sia allo stesso tempo bella e mortale, usando una pianta e un animale in studio come ispirazione[10].
  - Giudice ospite: Vivica A. Fox.

| Squadra         | Pianta               | Animale                   |
| --------------- | -------------------- | ------------------------- |
| RJ & Ian        | Orchidea pantofola   | Camaleonte del Madagascar |
| Heather & Rayce | Euphorbia tirucalli  | Varano di Dumeril         |
| Athena & Tara   | Giglio Stargazer     | Boa smeraldino            |
| Sue & Beki      | Uccello del paradiso | Tarantola blu cobalto     |
| Matt & Jerry    | Giaggiolo acquatico  | Leopardo africano         |

- Verdetto: Matt e Jerry sono salvi. I migliori sono RJ, Ian, Heather e Rayce; la squadra vincitrice è quella di RJ e Ian, e il vincitore è RJ. Le peggiori sono Sue, Beki, Athena e Tara; i giudici eliminano Athena dalla competizione[10].

### Episodio 6 -Triple Threat
- La sfida preliminare: subito dopo l'eliminazione della puntata precedente, ai concorrenti viene chiesto di truccare alcune modelle professioniste dalla testa ai piedi, in modo tale che abbiano un aspetto banale, insignificante. I migliori sono Jerry, Rayce e Ian; il vincitore è Rayce, che ottiene l'immunità nella sfida della ribalta[12].
  - Giudice ospite: Kim Greene.
- La sfida della ribalta: divisi in squadre di tre, i concorrenti devono truccare ciascuno una tripletta di gemelli per invecchiarli, così che uno dimostri 50 anni, uno 75 anni e uno 100 anni[12].
  - Giudice ospite: Greg Cannom.

| Squadra | Gemelli  | Età      |
| ------- | -------- | -------- |
| Matt    | Tindal   | 50 anni  |
| Tara    | Tindal   | 75 anni  |
| Sue     | Tindal   | 100 anni |
| Rayce   | Hornbeck | 50 anni  |
| Ian     | Hornbeck | 75 anni  |
| Jerry   | Hornbeck | 100 anni |
| Beki    | Green    | 50 anni  |
| RJ      | Green    | 75 anni  |
| Heather | Green    | 100 anni |

- Verdetto: Rayce, Matt e Tara sono salvi. I migliori sono Sue, Jerry e RJ; la vincitrice è Sue. I peggiori sono Ian, Beki e Heather; i giudici eliminano Heather dalla competizione[12].

### Episodio 7 -Alien Interpreters
- La sfida della ribalta: i concorrenti devono prendere spunto da alcuni sketch di Patrick Tatopoulos per ideare un alieno[14].
  - Giudice ospite: LeVar Burton.

| Concorrente | Concept                      |
| ----------- | ---------------------------- |
| Sue         | Alieno-pipistrello           |
| Beki        | Cyborg con tubi              |
| Rayce       | Cyborg con tubi              |
| Jerry       | Lucertola alata              |
| Ian         | Alieno-pipistrello           |
| Matt        | Gremlin dalle lunghe braccia |
| RJ          | Lucertola alata              |
| Tara        | Gremlin dalle lunghe braccia |

- Verdetto: è la prima settimana della doppia eliminazione. Matt e Beki sono salvi. I migliori sono Rayce, Ian e RJ; il vincitore è Ian, che si aggiudica i biglietti per la prima del film Total Recall - Atto di forza. I peggiori sono Tara, Jerry e Sue; i giudici eliminano Tara e Jerry dalla competizione[14].

### Episodio 8 -Burtonesque
- La sfida della ribalta: dopo aver visitato le Watts Towers, i concorrenti devono creare un personaggio stravagante che sembri uscito da un film di Tim Burton, usando come ispirazione un mestiere[16].
  - Giudice ospite: Catherine O'Hara.

| Concorrente | Concept        |
| ----------- | -------------- |
| Ian         | Idraulico      |
| Beki        | Panettiera     |
| Matt        | Gelataio       |
| Sue         | Giocattolaio   |
| Rayce       | Violoncellista |
| RJ          | Fattorino      |

- Verdetto: i migliori sono Matt, Rayce e RJ; il vincitore è Rayce. I peggiori sono Sue, Beki e Ian; i giudici eliminano Beki dalla competizione[16].

### Episodio 9 -Dinoplasty
- La sfida della ribalta: dopo aver visitato il Museo di storia naturale di Los Angeles, i concorrenti devono realizzare un ibrido umano-dinosauro[18].
  - Mentori ospiti: Cleve Hall e Constance Hall.

| Concorrente | Dinosauro    |
| ----------- | ------------ |
| Sue         | Tianyulong   |
| RJ          | Velociraptor |
| Matt        | Carnotauro   |
| Ian         | Triceratopo  |
| Rayce       | Coritosauro  |

- Verdetto: È la seconda settimana della doppia eliminazione. Ian e RJ sono salvi. Il vincitore è Rayce. I giudici eliminano Matt e Sue dalla competizione[18].

### Episodio 10 -The Ultimate Spotlight Challenge
- La sfida della ribalta: i concorrenti, assistiti ognuno da tre colleghi già eliminati, devono creare tre personaggi originali in contesto fantastico, d'orrore o fantascientifico. I personaggi dovranno eseguire una danza coreografata da Lindsey & Craig sul brano Cinema di Benny Benassi e Gary Go, presso il Teatro Alex di Glendale[20].
  - Giudice ospite: Michael Westmore.

| Concorrente | Assistenti               | Personaggi                            | Tema         |
| ----------- | ------------------------ | ------------------------------------- | ------------ |
| Ian         | Matt, Sue & Tara         | Padrone e schiave infernali           | Horror       |
| RJ          | Beki, Athena & Brea      | Alchimista, Madre Natura e Fenice     | Fantasy      |
| Rayce       | Jerry, Miranda & Heather | Alieni di Luce, Equilibrio e Oscurità | Fantascienza |

- Verdetto finale: al pubblico presente in teatro viene chiesto di indicare la propria preferenza, che sarà tenuta in conto dai giudici. Questi ultimi, concordando con i risultati, nominano Rayce vincitore della seconda edizione di Face Off[20].